# 硫黄
硫黄（いおう、英: sulfur）は原子番号16番の元素である。元素記号はS。原子量は32.1。酸素族元素のひとつ。固形時は淡黄色で無味無臭。点火すると青色の炎を出し、二酸化硫黄の特異臭を発する。

## 名称
硫黄の日本名の読みの「いおう」は、音読みの「リュウオウ」が訛ったもので、古代には「ゆわ」や「ゆわう」、「ゆうわう」という読みが使われたこともある。英名「sulfur」は、ラテン語で「燃える石」を意味する語に由来する（brimstone）。

## 用途
硫黄から製造される硫酸は化学工業上、もっとも重要な酸である。一般的に酸として用いられるのは希硫酸で、脱水剤や乾燥剤に用いられるのは濃硫酸である。また、種々の硫黄を含んだ化合物が合成されている。
硫黄は古来、漂白剤、儀式用の香料、殺虫剤、接着剤など多様に用いられていた。また黒色火薬の原料であり、ローマ人は硫黄を花火や武器の製造に使用した。
現代では合成繊維、医薬品や農薬、また抜染剤などの重要な原料であり、さまざまな分野で硫化物や各種の化合物が構成されている。農家における干し柿、干しイチジクなどの漂白剤には、硫黄を燃やして得る二酸化硫黄が用いられる（燻蒸して行われる）。また、ワインの酸化防止剤としても二酸化硫黄は使われている。ゴムに数パーセントの硫黄を加えて加熱（加硫）すると（架橋により）弾性が増し、さらに添加量を増やすと硬さを増す加工が可能となり、最終的にはエボナイトとなる。この硫黄添加はゴム製タイヤの性質の決定において重要な要素である。
また、金属の硫化鉱物は半導体の性質を示すものが多く、シリコン鉱石検波器やゲルマニウムダイオードが実用化される以前は、鉱石検波器の主要部品として重用された。
硫黄は高い電位を示す為、二次電池の正極活物質としても利用されている。代表的な例としてナトリウム・硫黄電池が風力発電所などで広く利用されている。近年は全固体電池の固体電解質にも硫化物が利用されている。この硫化物系固体電解質は高いイオン伝導度を示し、今後は全固体電池がリチウムイオン電池の座を取り大きな需要が見込まれている。

## 同素体

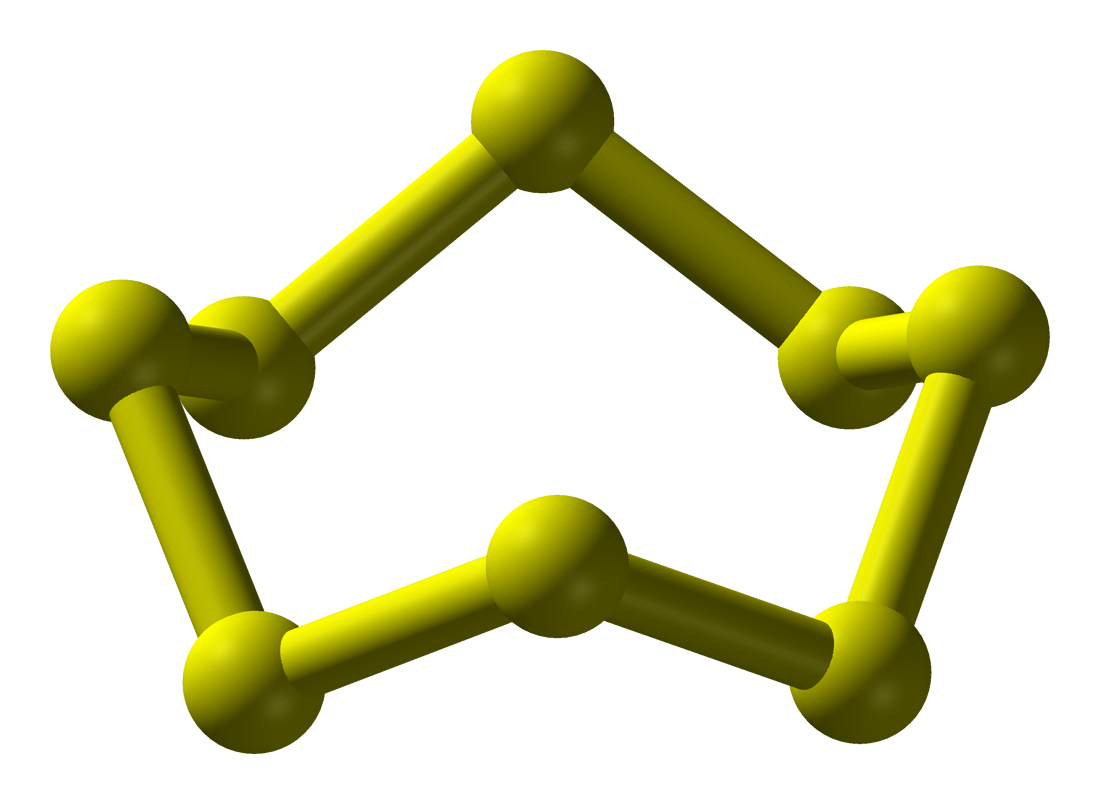
S_{8}硫黄

硫黄はカテネーションを生じやすく、30以上の同素体を形成する。この数はほかの元素に比べてもかなり多い。通常、天然に見られる同素体は環状のS8硫黄である。
常温、常圧で固体であるS8硫黄は3つの結晶形を持つ。
- α硫黄（斜方硫黄） - 融点112.8 °C、比重2.07、淡黄色斜方晶
- β硫黄（単斜硫黄） - 融点119.6 °C、比重1.96、淡黄色単斜晶
- γ硫黄（単斜硫黄） - 融点106.8 °C、比重1.955、淡黄針状晶

いずれも、S8硫黄を単位構造とする結晶であるが、95.6 °C以下では斜方硫黄が安定であり、それ以上の温度では単斜硫黄系が安定である。また、250 °Cまで加熱すると50万個以上の硫黄原子がつながった直鎖状硫黄（Sn）となる。これはゴム状硫黄またはプラスチック硫黄とも呼ばれる。ゴム状硫黄は黄色を示す。純度の高い特級試薬を用いて実験を行うと黄色いゴム状硫黄が得られるが、実際は黒褐色のゴム状硫黄が得られることも多い。

## 特徴
熱・電気を伝えにくい。融点（112.8 °C）より少し高温では黄色だが160 °C以上になると暗色になる。
多くの同素体や結晶多形が存在し、融点、密度はそれぞれ異なる。沸点444.674 °C。大昔から自然界において存在が知られている。

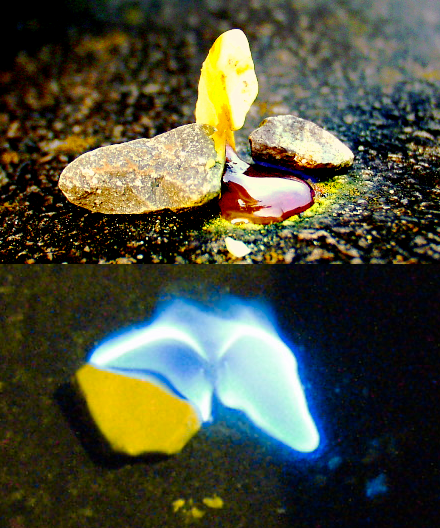
硫黄は融解すると血赤色の液体となり、燃やすと青い炎を上げる

S8硫黄は融点直上の温度では黄色をしており、粘性も低いが、温度が上昇するにつれて直鎖状硫黄へと変化が進み、159.4 °C以上では暗赤色（暗色）となり粘性が増大しほとんど流動性を失う。この温度以上ではS8硫黄の環が解裂し、直鎖状のビラジカルが発生し、直鎖状S16、S24などのオリゴマー化が進行し、直鎖状硫黄（Sn）が形成され粘性が急速に増大する。さらに加温すると、直鎖状の分子が切れて再び流動性を取り戻し、沸点の444.674 °Cにいたる。暗赤色の150–195 °Cの硫黄を冷水に投入すると、褐色を帯びたゴム状硫黄が得られる。鉄分など不純物を含む場合は黒褐色、不純物が微量である（純度が99 %を超える）場合は黄色のゴム状硫黄となるという報告もされているが、実際の硫黄の研究においては純度99.9999 %以上の原料などが用いられており、褐色を帯びるのを単に不純物に帰するのは不正確であると言える。そもそもゴム状硫黄（amorphous sulfur）と呼ばれる物質は高温でS8の環状構造が開裂、さまざまな長さの鎖状構造や、濃い色を示すS3などの小さな分子の混合体となったものであり、その生成時の加熱温度や冷却速度などにより異なる組成を示す。このため色や粘度、ヤング率などの物理特性は合成条件に大きく依存する。たとえば急速圧縮法を利用すると黄色透明なゴム状硫黄が得られるが、これは通常の手法で得られる褐色のゴム状硫黄とは熱力学的な特性が大きく異なるアモルファス相である。つまり、不純物により着色するというよりは、「ゴム状硫黄」としてまとめられている不定形化合物にはさまざまなものが存在し、作り方によっては黄色透明な種類のゴム状硫黄も作成可能であったり、不純物の存在によりS8環の開裂や鎖状構造の伸張・再開裂速度が異なり同じ加熱時間でも異なる組成のものが生成されたりするととらえた方がよい。なお、準安定状態であるゴム状硫黄は放置すると斜方硫黄に徐々に変化していく。
他の同素体として、硫黄蒸気の分子量測定から S2、S4、S6、S7などが存在することが判明している。また、ハッブル宇宙望遠鏡での木星の衛星「イオ」のスペクトル観測では、S2、S3、S4の存在が観測されている。2200 °C以上、低圧下では原子状硫黄が主となる。
また、硫黄の同素体は環状硫黄分子として人為的に合成されてきており、シクロ-S6を筆頭に、シクロ-S7、シクロ-S9、シクロ-S10、シクロ-S11、シクロ-S12、シクロ-S18、シクロ-S20などが合成され、X線結晶構造解析でその構造が確認されている。
水には溶けにくいが、二硫化炭素に溶解しやすく、ベンゼンおよびトルエンにも少量溶解する。アルカリ水溶液と加熱すると多硫化物およびチオ硫酸塩を生じて溶解する。金、白金以外の多くの金属と反応して硫化物を形成する。銀や銅とは接触により室温でも反応して黒色の硫化銀や硫化銅を生成する。
シクロ-S6はアルケンの硫化に用いる際の反応性がS8硫黄より高いことが知られている。
硫黄自体には臭いがないが、噴火口や硫黄泉の周囲など、天然の硫黄が存在する場所で多く発生する硫黄化合物の硫化水素には腐卵臭が、二酸化硫黄には刺激臭がある。俗に「硫黄の臭い」、「硫黄のような臭い」などと言うことがあるが、これはこのような硫黄化合物の臭いであって、単体の硫黄の臭いではない。

## 所在・製法

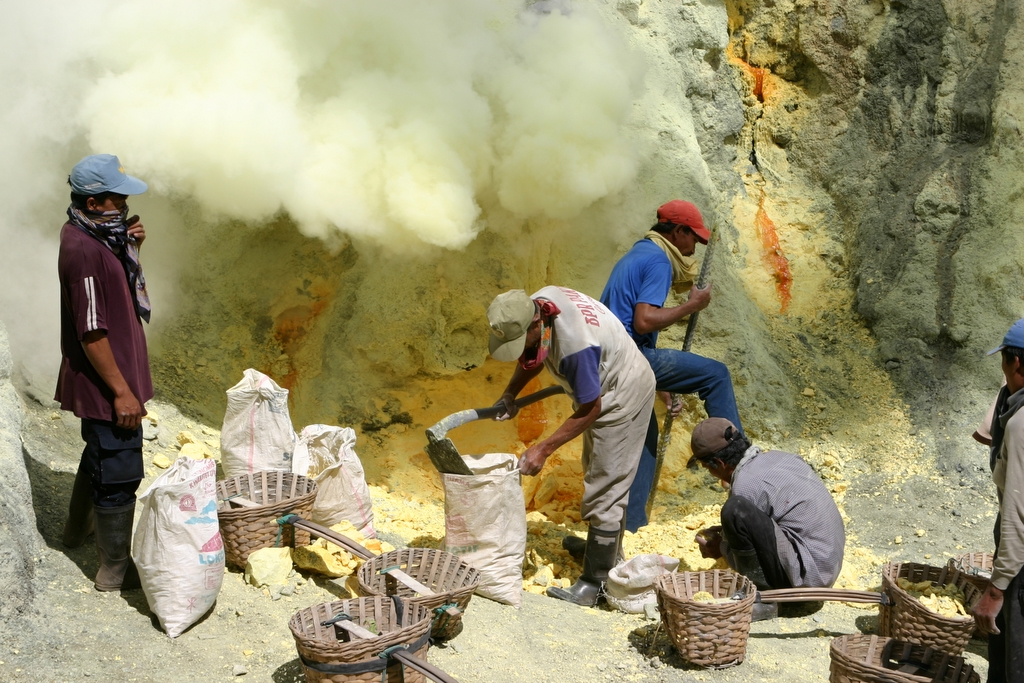
イジェン火山での硫黄採取。赤い流れは液体の硫黄

天然には数多くの硫黄鉱物（硫化鉱物、硫酸塩鉱物）として産出する。単体でも産出する（自然硫黄）。深海では熱水噴出口付近で鉄などの金属と結合した硫化物や温泉（硫黄泉）では硫黄が昇華した硫黄華や、湯の花としてコロイド状硫黄が見られ、白く濁って見える。そして人体では硫黄を含むシステインや必須アミノ酸のメチオニンとして存在する。
火山性ガスには硫化水素、二酸化硫黄が含まれ、それが冷えると硫黄が析出する。これを応用したのが昇華硫黄（火口硫黄ともいう）であり、噴気孔から石で煙道を造り、内部に適宜石を入れて、この石に昇華した硫黄を付着させる採取法であった。ガスから分離し、煙道内に溜まった硫黄は最初のうちは液状であるが、温度の低下にともない次第に粘度を増していき、採取口に近づくころにはほぼ固化した状態で純度の高い硫黄が得られた。硫黄山、那須岳、雌阿寒岳、九重山などの活火山ではこのような方法で硫黄採掘に従事する鉱山が点在していた。19世紀の生産方式はシチリア法が圧倒的な主流であったが、深刻な環境汚染などの問題もあった。
これとは別に、鉱床から得られる硫黄も存在しており、こちらは採掘・選鉱したあと、製錬所において焼き釜に鉱石を入れて硫黄分を溶出させていた。釜から抽出された硫黄は液体であり、これを型に流し込み冷却して円柱状の固体にして出荷した。焼き窯方式は亜硫酸ガスなどが発生するため、のちにオートクレーブを用いて高圧水蒸気に硫黄を溶け出させてこれを回収する方法に切り替わっていった。
{\displaystyle {\ce {2 H2S + SO2 -> 3 S + 2 H2O}}}
単体硫黄の産出については、古来からイタリアのシチリア島が有名である。
ドイツ生まれのアメリカ人ハーマン・フラッシュが1891年に開発した、高温高圧の水 (165 °C, 2.5–3 MPa, 液体) を鉱床に吹き込み硫黄を液化させて回収するフラッシュ法で、アメリカのテキサス州やルイジアナ州、メキシコ、チリ、南アフリカの鉱山で大量に採掘される。取り出された液体を冷やすと硫黄が凝固する。
このほかに、火口湖の湖底から硫黄を採取する方法もとられた。この場合は、湖上に浚渫船を浮かべ、湖底に沈殿している硫黄分を多く含む泥を採取していた。
また石油精製の脱硫による副産物として大量の硫黄が供給されている（クラウス法）。石油精製における製法については硫黄回収装置の項に説明されている。

### 日本の硫黄史

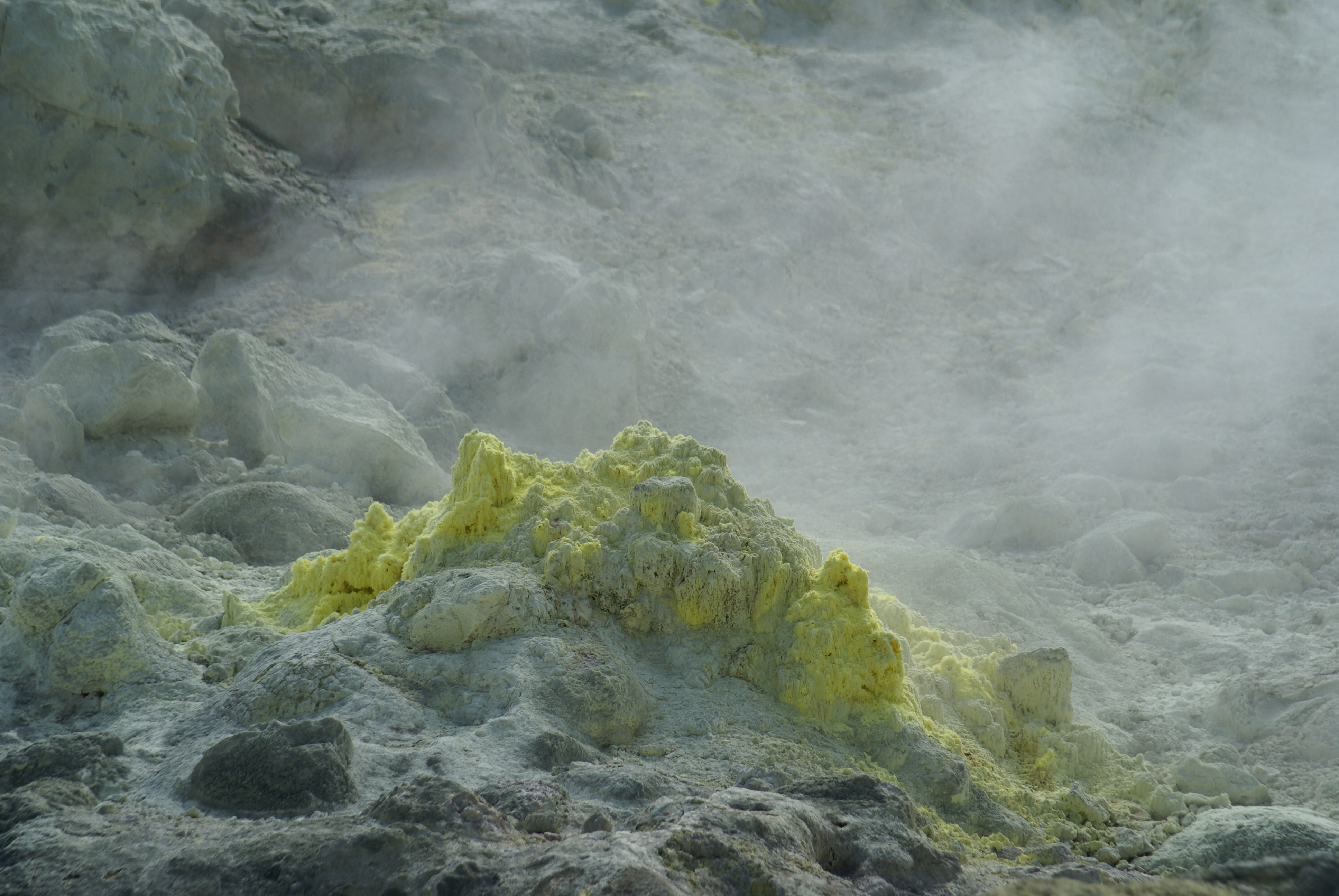
知床硫黄山の噴煙

日本には火山が多く、火口付近に露出する硫黄を露天掘りにより容易に採掘することが可能であることから、古くから硫黄の生産が行われ、8世紀の「続日本紀」には信濃国（長野県米子鉱山）から朝廷へ硫黄の献上があったことが記されている。10世紀には薩摩硫黄島で採掘された硫黄が海外に輸出されており、鉄砲の伝来により火薬の材料として、中世以降は日本各地の硫黄鉱山開発が活発になった。戦国時代には天文16年(1547年)に明への朝貢貿易で硫黄一万斤が薩摩国の島津忠良からの献上品という形で輸出された記録がある。江戸時代には火打道具も一般に普及して、硫黄附木職人もいた。
黒船来航後の1861年には、薩摩藩の島津久光と神職・軍人の島津久籌が、口永良部島や薩摩硫黄島で硫黄採掘に着手した。その後明治期の産業革命に至り、鉱山開発は本格化する。1881年（明治14年）に硫黄の無税輸出が布告され、海上保険会社を設立した広海二三郎が九州の硫黄事業に出資して天然硫黄王と呼ばれ、また、安田財閥は釧路の硫黄（アトサヌプリを参照）で築かれたと揶揄されるほどであった。
純度の高い国産硫黄は、マッチ（当時の主要輸出品目）の材料に大量に用いられ、各地の鉱山開発に拍車がかかった。1889年には、知床硫黄山が噴火とともにほぼ純度100 %の溶解硫黄を沢伝いに海まで流出させるほど大量に産出したため、当時未踏の地だった同地に鉱業関係者が殺到したという。海軍軍人・郡司成忠による1893年（明治26年）第一次千島拓殖にも硫黄採掘の記録がある。
昭和20年代の朝鮮戦争時には「黄色いダイヤ」と呼ばれるほど硫黄価格が高騰し、鉱工業の花形に成長したが、昭和30年代に入ると資源の枯渇に加え、石油の脱硫装置からの硫黄生産が可能となったことで生産方法は一変する。エネルギー転換に加え大気汚染の規制が強化されたことから、石油精製の過程で発生する硫黄の生産も急増し、硫黄の生産者価格の下落が続いた結果、昭和40年代半ばには国内の硫黄鉱山はすべて閉山に追い込まれた（岩手県の松尾鉱山、群馬県の万座硫黄草津鉱業所は1969年に閉鎖）。現在、国内に流通している硫黄は、全量が脱硫装置起源のものである。

## 硫黄の化合物

### 硫黄のオキソ酸
硫黄は数種のオキソ酸を作る。もっとも有名なものに硫酸（H2SO4）がある。

### その他の硫黄化合物
- 硫化水素（H2S）
- 硫化水銀（HgS）
- 二酸化硫黄（SO2）
- 三酸化硫黄（SO3）
- 六フッ化硫黄（SF6）
- 二塩化硫黄（SCl2）
- 二硫化炭素（CS2）
- 有機硫黄化合物

### 塩
- チオ硫酸ナトリウム（ハイポ、Na2S2O3）
- 硫酸バリウム（BaSO4）
- 硫酸塩

## 生物における硫黄化合物
硫黄化合物は生物でも不可欠な役割を果たしている。ビタミンB1とB7（ビオチン、ビタミンHとも）に含まれる。
植物の根では、硫黄は硫酸イオンの形で吸収され、還元されて最終的に硫化水素となってから、システインやそのほかの有機化合物に取り込まれる。
アミノ酸ではシステインとメチオニンが硫黄を含み、それらがさらにペプチド・蛋白質に取り込まれる。そのほか含硫アミノ酸としてはホモシステインとタウリンがあり、これらはペプチド・蛋白質には取り込まれないが代謝上は重要である。
蛋白質のシステイン残基にあるチオール基は、システインプロテアーゼなどの活性中心として機能する。また1対のシステイン残基の間にジスルフィド結合（S-S結合）が形成され、蛋白質の高次構造（三次構造・四次構造）を形成・維持するうえで重要である。顕著な例として、羽毛や毛髪が力学的・化学的に頑丈なのは、主要蛋白質ケラチンに多数のS-S結合が含まれていることが大きな要因である。これらを燃やしたときの特異なにおい、またゆで卵のにおいも、おもに硫黄化合物による。
硫黄を含む低分子ペプチドとして特に重要なのはグルタチオンで、細胞内でそのチオール基により還元剤として、あるいは解毒代謝に働いている。またアシル基に関係した多くの反応は、たとえば補酵素A、α-リポ酸などの、チオール基を含む補欠分子を必要とする。
一部の光合成・化学合成細菌では、硫化水素が水の代わりに電子供与体として使われる。多くの生物の電子伝達系で、硫黄と鉄からなる鉄-硫黄クラスターが働いている（フェレドキシンなど）。また呼吸鎖のシトクロムc酸化酵素の銅中心CuAにも含まれる。

## 地球上の硫黄循環
潮臭さに代表されるように、海の微生物が分解され、それがジメチルスルフィドや硫酸イオンなどになり、大気中を移動することが知られている。気象とも関係を持ち、雲の核となり地上に雨とともに降りて、海や地上の微生物や植物などの生物へと循環していると考えられている。